# Floridablanca
Floridablanca – miasto w północno-wschodniej Kolumbii, w Kordylierze Wschodniej (Andy), przy Drodze Panamerykańskiej. Około 276 tys. mieszkańców.
W mieście rozwinął się przemysł cukrowniczy.